# Кубок виклику Азії Дивізіон І (жінки) — 2016
Кубок виклику Азії Дивізіон І (жінки) — 2016 (англ. 2016 IIHF ice hockey women's Challenge Cup of Asia Division I) — спортивне змагання з хокею із шайбою, 3-й розіграш Кубку виклику Азії у першому дивізіоні, що проводиться під егідою Міжнародної федерації хокею із шайбою (ІІХФ). Турнір відбувався з 22 по 26 березня 2016 року у Республіці Китай.

### Підсумкова таблиця та результати
| М | Збірна            | І | В | ВО | ПО | П | Ш     | О  | 1    | 2    | 3    | 4    | 5    |
| - | ----------------- | - | - | -- | -- | - | ----- | -- | ---- | ---- | ---- | ---- | ---- |
| 1 | Китайський Тайбей | 4 | 4 | 0  | 0  | 0 | 57:2  | 12 |      | 8-1  | 15-1 | 21-0 | 13-0 |
| 2 | Таїланд           | 4 | 3 | 0  | 0  | 1 | 36:14 | 9  | 1-8  |      | 9-3  | 14-2 | 12-1 |
| 3 | Сінгапур          | 4 | 2 | 0  | 0  | 2 | 16:26 | 6  | 1-15 | 3-9  |      | 4-1  | 8-1  |
| 4 | Малайзія          | 4 | 1 | 0  | 0  | 3 | 9:42  | 3  | 0-21 | 2-14 | 1-4  |      | 6-3  |
| 5 | Індія             | 4 | 0 | 0  | 0  | 4 | 5:39  | 4  | 0-13 | 1-12 | 1-8  | 3-6  |      |

М — підсумкове місце, І — матчі, В — перемоги, ВО — перемога по булітах або у овертаймі, ПО — поразка по булітах або у овертаймі, П — поразки, Ш — закинуті та пропущені шайби, О — очки